# Юаса, Дзёдзи
Дзёдзи Юаса (яп. 湯浅 譲二, 12 августа 1929, Корияма — 21 июля 2024, Токио) — японский композитор.

## Биография
Сооснователь созданной в 1951 году в Токио авангардной художественной группы «Дзиккэн Кобо», с которой был связан до 1957 года. В 1964 году начал сотрудничать с музыкальной студией японского радио. Гастролировал в Европе и США, писал музыку к фильмам. Был соорганизатором Crosstalk Festival в Токио и Осаке в 1968 году. Преподавал в Японии в Nihon Daigaku и Tokio Ongaku Daigaku и в США в Калифорнийском университете в Сан-Диего.
Автор произведений на магнитной ленте (Aoi-no-ес, 1961), электронной музыки (Projection Essemplastic for White Noise, 1964), компьютерной музыки (A Study in White, 1987), а также многочисленных инструментальных произведений, в частности, Cosmos Haptic для фортепиано (1957), Chronoplastic для оркестра (1972), концерт для скрипки (1996), Four Imaginary Landscapes from Basho для скрипки и фортепиано (2007).
Четырёхкратный обладатель Премии Отака (Otaka-shō). В последний раз в 2003 году.
Композитор фильма «Похоронная процессия роз».

### Смерть
Умер от пневмонии 21 июля 2024 года  в своём доме в Токио в возрасте 94 лет.